# Escultura bizantina

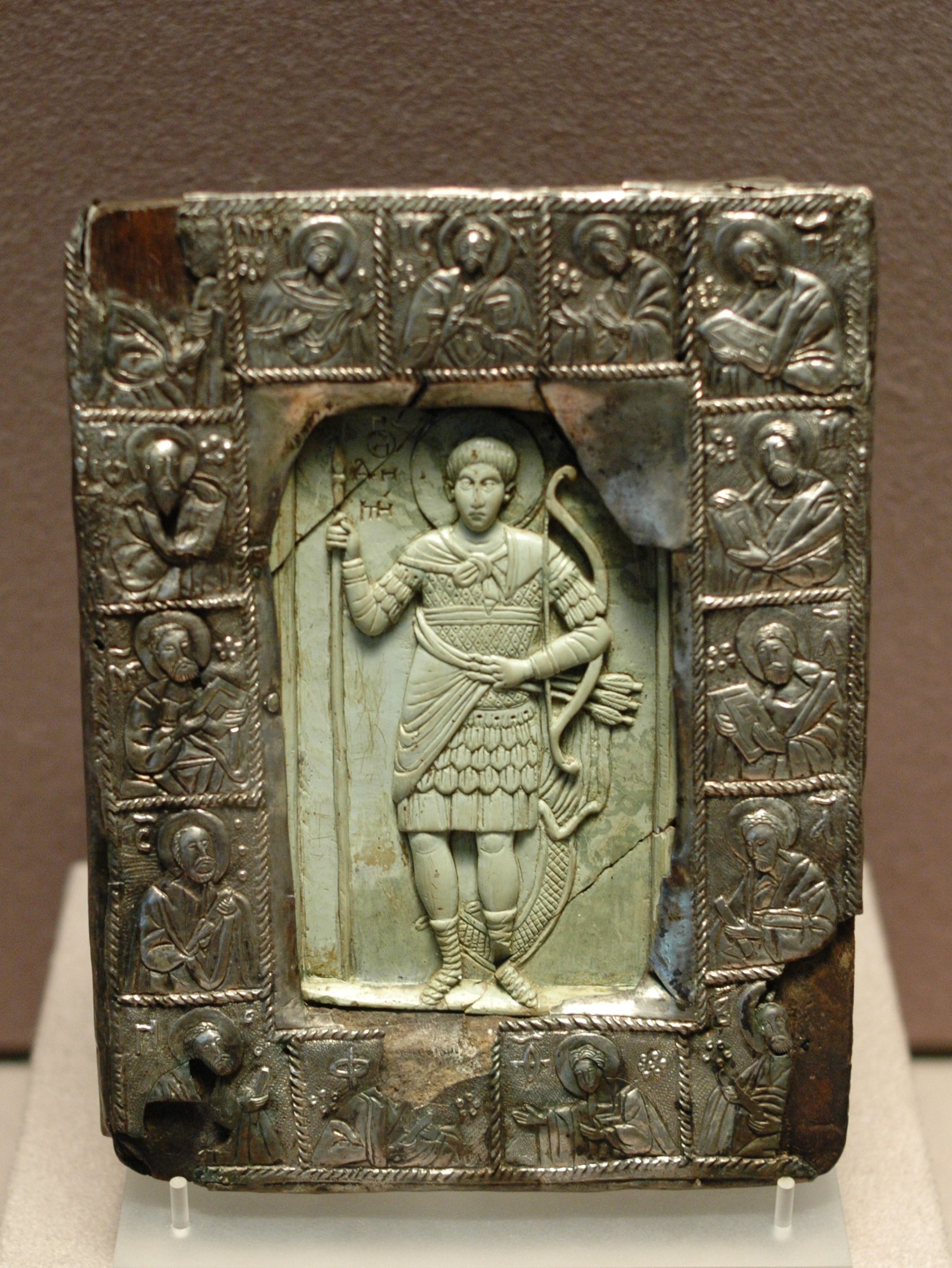
San Demetrio, un mártir cristiano.. Museo del Louvre.

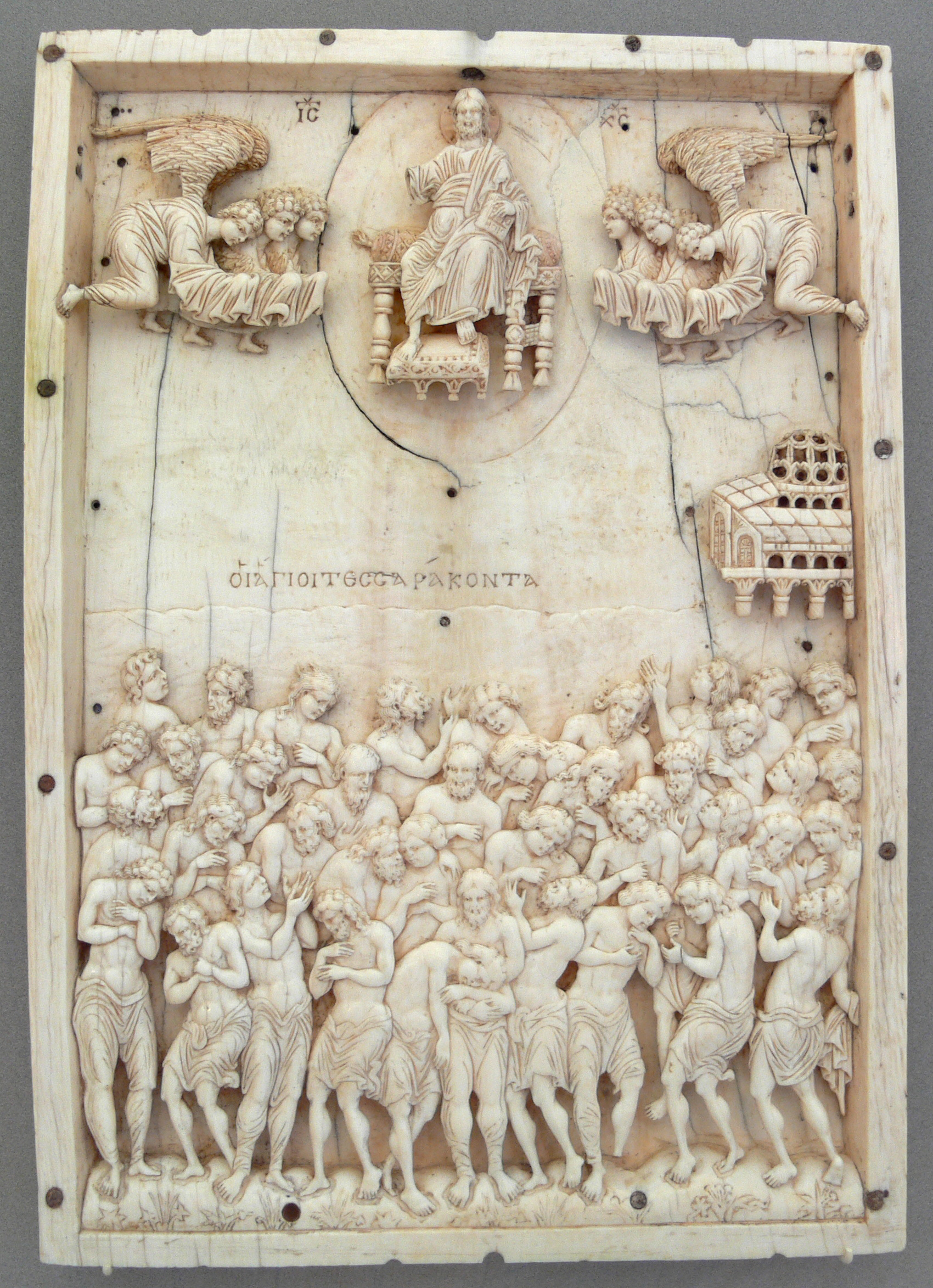
Relieve en marfil del período macedónico de Constantinopla. Los Cuarenta mártires de Sebaste. Ahora en el Bode Museum, Berlín.

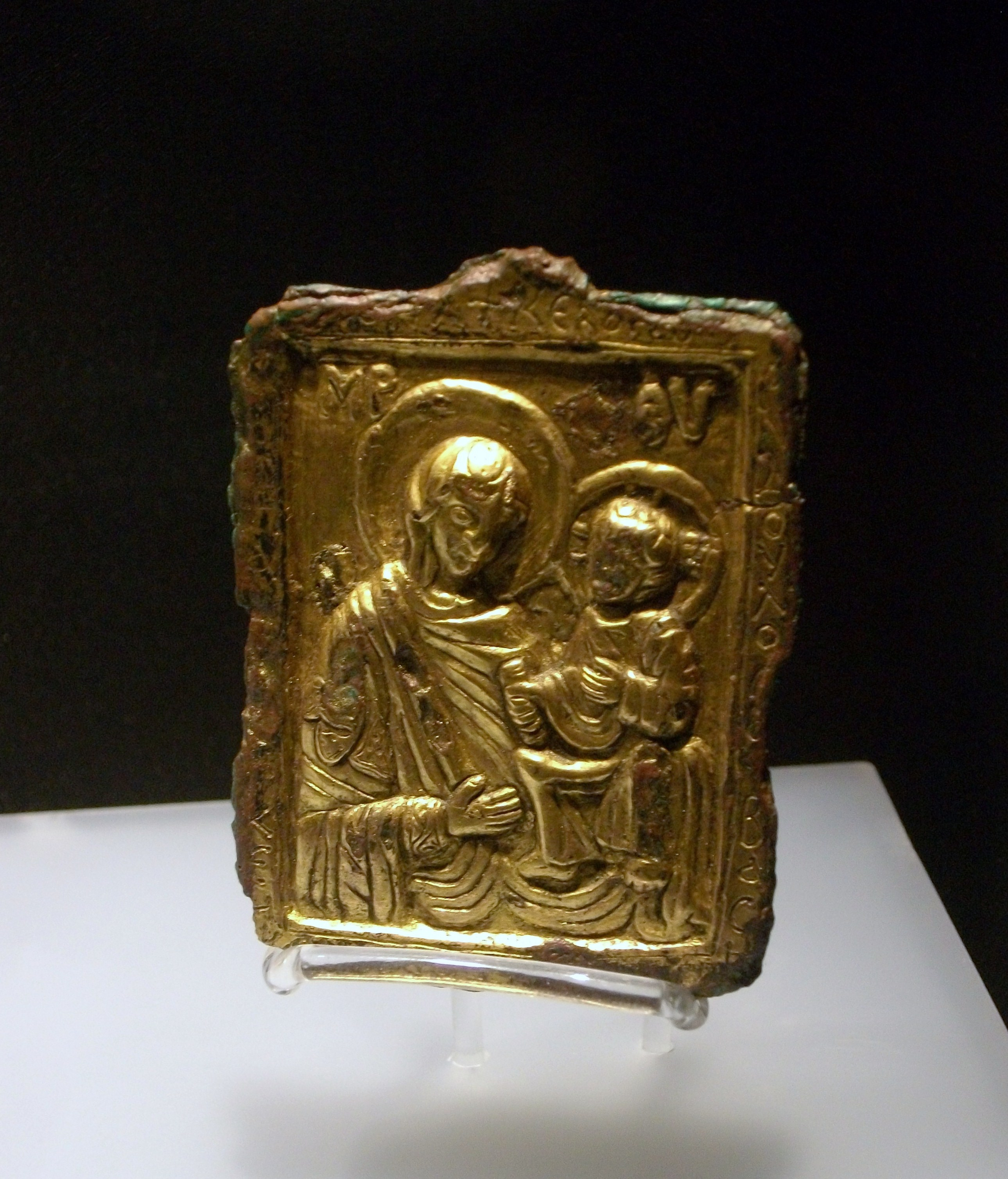
Virgen Odegetría bizantina en bronce dorado. Quersoneso, Crimea..

Con el estilo bizantino en arquitectura  se formó a su vez el de escultura quedando definido a partir del siglo VI. Anteriormente a dicho siglo dominaba el estilo romano decadente, aún en la misma Constantinopla, según lo evidencian las dos estatuas del Buen Pastor y los relieves del gran zócalo en que se apoya el obelisco egipcio colocado por Teodosio el Grande en una plaza de la capital a finales del siglo V, llamado por él, obelisco de Teodosio. No obstante, en otros monumentos de la época se iniciaba ya el gusto bizantino, como lo demuestra el clípeo votivo de plata o Disco de Teodosio de Madrid que ostenta en bajorrelieve las figuras sedentes del emperador con sus hijos y otros cortesanos en pie y que data el año 393 de la era cristiana. 
El estilo bizantino en escultura debe considerarse como una derivación y degeneración del greco-romano, bajo la influencia asiática. Le caracterizan, en general, cierto amaneramiento, uniformidad y rigidez o falta de naturalidad en las figuras junto con la gravedad la cual suele consistir en esmaltes, en imitaciones de piedras y sartas de perlas, en trazos geométricos y en follaje estilizado o desprovisto de naturalidad. Cultivó el arte bizantino muy poco la estatuaria pero abundó en mosaicos y en relieves sobre marfil, plata y bronce y no abandonó del todo el uso de camafeos y entalles en piedras finas. En los relieves, como en las pinturas y mosaicos se presentan las figuras mirando de frente.

## Períodos históricos
Se distingue en la evolución histórica de la misma los siguientes períodos:
- Período de formación, anterior al siglo VI en que campea el estilo romano como se ha dicho y sobresalen obras de joyería y orfebrería con algunos marfiles.
- Período de perfección y desarrollo, desde el siglo VI al XII en el cual llega a tener arte bizantino vida próspera, con variadas obras de escultura y se extiende a casi todas las naciones europeas. Este periodo se divide en:
  - Período justinianeo. El periodo justinianeo, llamado así por tener su comienzo en el emperador Justiniano, llega hasta principios del siglo VIII y señala el apogeo del arte. En él se cultiva la estatuaria y se multiplican los relieves en hermosos dípticos de marfil, arquetas y tapas de libros sagrados o litúrgicos. A él pertenecen algunos sarcófagos de Rávena y, sobre todo, preciosos marfiles como los de la cátedra episcopal de San Maximiano en la misma ciudad con sus numerosas figuras en relieve. Los dípticos del tesoro de Monza y el díptico consular de la catedral de Oviedo (siglo VI) entre otras piezas escultóricas.
  - Período iconoclasta. El período iconoclasta abarca siglo y medio a partir del emperador León el Isáurico hasta Basilio I (años 717-867). En él sufrieron un rudo golpe las artes figurativas cristianas por el furor con que los emperadores bizantinos procedieron contra las imágenes. Pero, en cambio, se diseminaron por Occidente los artistas, contribuyendo a la difusión del arte bizantino en todo el mundo cristiano y especialmente, en la corte de Carlomagno en Italia.
  - Período macedónico. El periodo macedonio, iniciado por el emperador Basilio I (año 867) lo es de restauración, aunque no completa, y solo produjo relieves, joyas con camafeos y esmaltes (además de los mosaicos y pinturas) siendo algunos de dichos relieves bastante correctos. Se celebran, sobre todos, el tríptico del Crucifijo y la placa (de marfil también) del Salvador coronando a Romano IV y Eudoxia (año 1068) que se guardan en París y otra placa de marfil con la figura de la Virgen y del Niño, en Utrecht. Asimismo, los relieves de bronce con incrustaciones de plata en las puertas de San Marcos de Venecia (siglo X al XI).
  - Período comneno. Iniciado con el reinado de Alejo I Comneno en 1081, la dinastía Comnena apoyó el mecenazgo en las artes y, con su ayuda, los artistas bizantinos continuaron moviéndose en la dirección de un mayor humanismo y emoción. La escultura en marfil y otros medios artísticos costosos dieron paso gradualmente a frescos e íconos. Por el poderío económico de los venecianos, su Basílica de San Marcos, iniciada en 1063, llegó a ser un contenedor de grandes obras bizantinas como el Pala d'Oro, una compleja muestra de orfebrería y esmalte bizantinos.
- Período de exageración y decadencia. Desde el siglo XII al XV (año 1453 en que fue tomada Constantinopla por los turcos) que exagera en la figura humana los pliegues de los paños y alarga excesivamente su canon escultórico hasta llegar a la altura de once veces la cabeza. Desde el siglo XII se acentúan el amaneramiento y el convencionalismo el cual se hace completo e intolerable después de la caída de Constantinopla siguiera solo haya perdurado el estilo en los países de la iglesia griega cismática. Algún conato de restauración pudo notarse en la época en que Bizancio quedó sometida a los latinos (1204-1261) y más durante los primeros emperadores Paleólogos (que siguieron a los anteriores). Pero las obras acreditan dicho resurgimiento como efímero y escaso.

En todas las épocas del estilo bizantino se cultivaron con suntuosidad asiática la orfebrería y la joyería en las cuales tiene su parte importante la escultura.